# Чемпионат Европы по лёгкой атлетике в помещении 1971
2-й чемпионат Европы по лёгкой атлетике в помещении проходил с 13 по 14 марта 1971 года на арене «Фестивална» в Софии, столице Болгарии.
По сравнению с прошлогодним чемпионатом, в программе появилась одна новая дисциплина, бег на 1500 метров у женщин. В соревнованиях приняли участие 323 атлета из 23 стран Европы. Было разыграно 23 комплекта медалей (13 у мужчин и 10 у женщин).

## Призёры
Сокращения: WB — высшее мировое достижение | ER — рекорд Европы | NR — национальный рекорд | CR — рекорд чемпионата

### Мужчины
| Дисциплина                   | Золото                                                                              | Золото       | Серебро                                                                             | Серебро    | Бронза                                                                        | Бронза    |
| ---------------------------- | ----------------------------------------------------------------------------------- | ------------ | ----------------------------------------------------------------------------------- | ---------- | ----------------------------------------------------------------------------- | --------- |
| 60 м подробности             | Валерий Борзов СССР                                                                 | 6,6 CR       | Йобст Хиршт ФРГ                                                                     | 6,7        | Манфред Кокот ГДР                                                             | 6,8       |
| 400 м подробности            | Анджей Баденьский Польша                                                            | 46,8         | Борис Савчук СССР                                                                   | 47,4       | Александр Братчиков СССР                                                      | 47,6      |
| 800 м подробности            | Евгений Аржанов СССР                                                                | 1.48,7 CR    | Фил Льюис Великобритания                                                            | 1.50,5     | Анджей Купчик Польша                                                          | 1.50,5    |
| 1500 м подробности           | Хенрик Шордыковский Польша                                                          | 3.41,4 NR CR | Владимир Пантелей СССР                                                              | 3.41,5 NR  | Джанни Дель Буоно Италия                                                      | 3.42,1    |
| 3000 м подробности           | Питер Стюарт Великобритания                                                         | 7.53,6       | Вильфрид Шольц ГДР                                                                  | 7.54,4     | Юрий Алексашин СССР                                                           | 8.01,2    |
| Эстафета 4×400 м подробности | Польша · Вальдемар Корыцкий · Ян Вернер · Анджей Баденьский · Ян Баляховский        | 3.11,1       | СССР · Александр Братчиков · Семён Кочер · Борис Савчук · Евгений Борисенко         | 3.11,9     | Болгария · Крестю Христов · Александр Янев · Александр Попов · Йордан Тодоров | 3.15,6 NR |
| Эстафета 4×800 м подробности | СССР · Валентин Таратынов · Станислав Мещерских · Алексей Таранов · Виктор Семяшкин | 7.17,8 WB    | Польша · Кшиштоф Линковский · Зенон Шордыковский · Михал Сковронек · Казимеж Вардак | 7.19,2 NR  | ФРГ Пауль-Хайнц Велльман Годехард Бриш Дитер Фридрих Бернд Эпплер             | 7.25,0    |
| 60 м с барьерами подробности | Эккарт Беркес ФРГ                                                                   | 7,8 CR       | Александр Демус СССР                                                                | 7,9        | Серджио Лиани Италия                                                          | 7,9       |
| Прыжок в высоту подробности  | Иштван Майор Венгрия                                                                | 2,17 м       | Юри Тармак СССР                                                                     | 2,17 м     | Эндре Келемен Венгрия                                                         | 2,17 м    |
| Прыжок с шестом подробности  | Вольфганг Нордвиг ГДР                                                               | 5,40 м WB CR | Челль Исакссон Швеция                                                               | 5,35 м     | Юрий Исаков СССР                                                              | 5,30 м    |
| Прыжок в длину подробности   | Ханс Баумгартнер ФРГ                                                                | 8,12 м NR CR | Игорь Тер-Ованесян СССР                                                             | 7,91 м     | Василе Сэрукан Румыния                                                        | 7,88 м NR |
| Тройной прыжок подробности   | Виктор Санеев СССР                                                                  | 16,83 м      | Карол Корбу Румыния                                                                 | 16,83 м NR | Геннадий Савлевич СССР                                                        | 16,24 м   |
| Толкание ядра подробности    | Хартмут Бризеник ГДР                                                                | 20,19 м      | Валерий Войкин СССР                                                                 | 19,54 м    | Рики Брух Швеция                                                              | 19,50 м   |

### Женщины
| Дисциплина                   | Золото                                                                               | Золото        | Серебро                                                                      | Серебро   | Бронза                                                                             | Бронза    |
| ---------------------------- | ------------------------------------------------------------------------------------ | ------------- | ---------------------------------------------------------------------------- | --------- | ---------------------------------------------------------------------------------- | --------- |
| 60 м подробности             | Ренате Штехер ГДР                                                                    | 7,3 WB CR     | Сильвиан Теллье Франция                                                      | 7,4       | Аннегрет Иррганг ФРГ                                                               | 7,4       |
| 400 м подробности            | Вера Попкова СССР                                                                    | 53,7          | Инге Бёддинг ФРГ                                                             | 54,3      | Мария Сикора Австрия                                                               | 54,4 NR   |
| 800 м подробности            | Хильдегард Фальк ФРГ                                                                 | 2.06,1        | Иляна Силай Румыния                                                          | 2.06,5    | Розмари Стирлинг Великобритания                                                    | 2.06,6    |
| 1500 м подробности           | Маргарет Бичэм Великобритания                                                        | 4.17,2 WB CR  | Людмила Брагина СССР                                                         | 4.17,8    | Тамара Пангелова СССР                                                              | 4.18,1    |
| Эстафета 4×200 м подробности | СССР · Марина Никифорова · Татьяна Кондрашёва · Людмила Аксёнова · Наталья Чистякова | 1.37,1        | ФРГ Аннели Вильден Эльфгард Шиттенхельм Аннегрет Кронигер Кристин Таккенберг | 1.38,0    | Болгария · Иванка Венкова · Иванка Кошничарска · Софка Казанджиева · Монка Бобчева | 1.39,7    |
| Эстафета 4×400 м подробности | СССР · Любовь Финогенова · Галина Камардина · Вера Попкова · Людмила Аксёнова        | 3.36,6 WB CR  | ФРГ Гизела Алемайер Гизела Элленбергер Анетте Рюккес Криста Чекай            | 3.39,6    | Болгария · Светла Златева · Стефка Йорданова · Джена Бинева · Тонка Петрова        | 3.47,8 NR |
| 60 м с барьерами подробности | Карин Бальцер ГДР                                                                    | 8,1 WB CR     | Аннели Эрхардт ГДР                                                           | 8,1 WB CR | Тереза Сукневич Польша                                                             | 8,3       |
| Прыжок в высоту подробности  | Милада Карбанова Чехословакия                                                        | 1,80 м        | Вера Гаврилова СССР                                                          | 1,80 м    | Корнелия Попеску Румыния                                                           | 1,78 м    |
| Прыжок в длину подробности   | Хайде Розендаль ФРГ                                                                  | 6,64 м CR     | Ирена Шевиньская Польша                                                      | 6,56 м    | Вьорика Вискополяну Румыния                                                        | 6,53 м    |
| Толкание ядра подробности    | Надежда Чижова СССР                                                                  | 19,70 м WB CR | Маргитта Гуммель ГДР                                                         | 19,50 м   | Антонина Иванова СССР                                                              | 18,69 м   |

## Медальный зачёт
Медали в 23 дисциплинах лёгкой атлетики завоевали представители 13 стран-участниц.
 Принимающая страна
| Место | Страна         | Золото | Серебро | Бронза | Всего |
| ----- | -------------- | ------ | ------- | ------ | ----- |
| 1     | СССР           | 8      | 9       | 6      | 23    |
| 2     | ФРГ            | 4      | 4       | 2      | 10    |
| 3     | ГДР            | 4      | 3       | 1      | 8     |
| 4     | Польша         | 3      | 2       | 2      | 7     |
| 5     | Великобритания | 2      | 1       | 1      | 4     |
| 6     | Венгрия        | 1      | 0       | 1      | 2     |
| 7     | Чехословакия   | 1      | 0       | 0      | 1     |
| 8     | Румыния        | 0      | 2       | 3      | 5     |
| 9     | Швеция         | 0      | 1       | 1      | 2     |
| 10    | Франция        | 0      | 1       | 0      | 1     |
| 11    | Болгария       | 0      | 0       | 3      | 3     |
| 12    | Италия         | 0      | 0       | 2      | 2     |
| 13    | Австрия        | 0      | 0       | 1      | 1     |
| Всего | Всего          | 23     | 23      | 23     | 69    |